# Павлиха (Осташковский район)
Па́влиха — деревня в бывшем Задубском сельском округе Осташковского района Тверской области рядом с Селигером на западном берегу озера Святого.
До 1924 года деревня была административным центром Павлихинской волости Осташковского уезда Тверской губернии, с 1924 года деревня приписывалась к различным сельским округам. В 1859 году в деревне проживало 141 человек, в 1889 — 287. В 1950 году в деревне проживало уже только 71 человек, в 1968 — 38, к 1989 году осталось всего 6 человек. В 2002 году в деревне было прописано 5 человек, летом деревня заселяется немногочисленными дачниками.
Деревня Павлиха находится в стороне от основных дорог и к ней очень труден подъезд автотранспорта, по озеру же можно пройти только при высокой воде когда протока между Селигером и озером Святым полноводна. К концу лета как правило протока сильно мелеет и через неё может проехать автомобиль с повышенной проходимостью, по воде в это время попасть в озеро Святое можно только волоком.